# پونتی سول مینچیو
پونتی سول مینچیو (به ایتالیایی: Ponti sul Mincio) یک کومونه در ایتالیا است که در استان منتووا واقع شده‌است. پونتی سول مینچیو ۱۱٫۸ کیلومتر مربع مساحت و ۲٬۰۳۷ نفر جمعیت دارد.